# Angelika Nussberger
Angelika Nussberger est une professeure de droit constitutionnel et juge allemande. Elle est juge international à la Cour constitutionnelle de Bosnie-Herzégovine et membre de la Commission de Venise
Elle fut juge à la Cour européenne des droits de l'homme pour l'Allemagne de 2011 à 2019, et vice-présidente de la même Cour entre 2017 et 2019.
Elle est spécialiste des droits de l'homme, du droit constitutionnel et du droit international public et européen. Elle est directrice de l'Institut de droit de l'Europe de l'est.

## Biographie

### Études
Née à Munich le 1er juin 1963, Angelika Nussberger effectue ses études dans sa ville natale. Elle effectue des études de langues slaves (1982-1987) et de droit (1984-1989) à l'université de Munich. Elle obtient son diplôme de maîtrise en langues et littérature slaves en 1987 à Munich, ainsi qui diplôme en droit comparé de l'université de Strasbourg.
Elle obtient son premier examen juridique d’Etat en droit (Erstes Staatsexamen) de l'universités de Munich en 1989, elle obtient le second (Zweites Staatsexamen) de l'université de Heidelberg en 1993.
Elle est docteure en droit de l'Université de Würzburg en 1993.
Durant ses études elle effectue des visites à Strasbourg, Moscou et Coimbra.

### Carrière universitaire
Elle est chercheuse de l'Institut Max-Planck de droit social étranger et international entre 1993 et 2001. Durant cette période elle est chercheuse invitée de l'université d'Harvard de 1994 et 1995
Elle intègre ensuite l'université de Cologne où elle obtient son habilitation universitaire en 2002. Elle est directrice de l’Institut de droit d’Europe de l’Est entre 2002 et 2010. Elle sera vice-présidente de cette université en 2010.
Elle est conférencière invitée en 2022 au Collège de France sur le thème "Les deux Europes et leurs traditions constitutionnelles : une histoire de malentendus évitables ou de différences insurmontables ?".
Elle est membre de la Commission de réflexion sur la "Cour de cassation 2030" entre 2020 et 2021.
Elle effectue la conférence inaugurale de l'Ecole de droit de Sciences Po Paris en 2023.

### Carrière professionnelle et internationale
Elle intègre le Conseil de l'Europe en tant que conseillère juridique de la Direction générale de la cohésion sociale en 2001. Elle devient membre de la Commission d’experts pour l’application des conventions et recommandations de l'Organisation internationale du travail entre 2004 et 2010.
Elle est la juge allemande à la Cour européenne des droits de l'homme entre 2011 et 2019. Elle devient vice-présidente de section en 2012, puis présidente de la Section V entre 2015 et 2019 et enfin vice-présidente entre 2017 et 2019.
Elle est membre suppléante de la Commission de Venise entre 2006 et 2010 et titulaire depuis 2020.
Elle est juge international à la Cour constitutionnelle de Bosnie-Herzégovine depuis juin 2020, succédant à Giovani Grasso.

## Ouvrages
- "L'Europe constitutionnelle : une ou divisée ?", Collège de France éditions, 2023[10]
- Regieren. Staatliche Systeme im Umbruch? VVDStRL 81 (2022), 7-62
- Die Menschenrechte. Geschichte, Philosophie, Konflikte, München 2021
- Kommunikationsfreiheiten, in: Matthias Herdegen, Johannes Masing, Rolf Poscher, Klaus-Ferdinand Gärditz, Handbuch des Verfassungsrechts. Darstellung in transnationaler Perspektive, München 2021, S. 1287-1333
- The European Court of Human Rights, Oxford University Press 2020
- Europa, deine Menschenrechte. Schriften des Marsilius-Kollegs, Band 17, Heidelberg 2020
- From High Hopes to Scepticism? Human Rights Protection and Rule of Law in Europe in an Ever More Hostile Environment, in: Heike Krieger, Georg Nolte, Andreas Zimmermann (ed.), The International Rule of Law. Rise or Decline?, Oxford 2019, S. 150-171
- Hard law or Soft Law – Does it matter? Distinction Between Different Sources of International Law in the Jurisprudence of the ECtHR, dans Anne van Aaken, Iulia Motoc, The European Convention on Human Rights and General International Law, OUP 2018, S. 41-58
- Völkerrecht. Geschichte, Institutionen, Perspektiven, Munich 2009
- Sozialstandards im Völkerrecht. Eine Studie zu Entwicklung und Bedeutung der Normsetzung der Vereinten Nationen, der Internationalen Arbeitsorganisation und des Europarats zu Fragen des Sozialschutzes, Berlin 2005

## Distinctions
- Officier de la Légion d'honneur[3],[11]
- Certificat d'honneur du ministère japonais des Affaires étrangères (2019)
- Docteure honoris causa de l'Université d'Etat de Tbilissi (Géorgie) en 2010
- Docteure honoris causa de l'Université Lucian-Blaga de Sibiu (Roumanie) en 2019
- Membre de l'Institut de droit international (depuis 2023)
- Présidente de l'Association des professeurs de droit constitutionnel allemand (depuis 2022)
- Membre honoraire de la Lincoln's Inn Bar Association (depuis 2020)
- Membre de l'Académie des sciences et des arts de Rhénanie du Nord-Westphalie (depuis 2019)
- Membre de l'Academia Europaea (depuis 2022)[12]

### Prix
- Lauréate du prix Max Friedlaender de l'Association bavaroise des avocats (2021)
- Lauréate du prix Arthur Burkhardt (2019

## Sources
1. 1 2  « Direktorin », sur academy-humanrights.uni-koeln.de (consulté le 16 janvier 2024)
2. ↑  « Angelika Nußberger », sur ECHR (consulté le 16 janvier 2024)
3. 1 2  « Angelika Nussberger | Collège de France », sur www.college-de-france.fr, 11 avril 2022 (consulté le 16 janvier 2024)
4. ↑  « Les deux Europes et leurs traditions constitutionnelles : une histoire de malentendus évitables ou de différences insurmontables ? | Collège de France », sur www.college-de-france.fr, 4 août 2021 (consulté le 16 janvier 2024)
5. ↑  « Angelika Nussberger », sur Cour de cassation (consulté le 16 janvier 2024)
6. ↑  « Leçon inaugurale de l'École de droit par la Professeure Angelika Nussberger », sur Sciences Po (consulté le 16 janvier 2024)
7. ↑  « Venice Commission :: Council of Europe », sur www.venice.coe.int (consulté le 18 janvier 2024)
8. ↑  (en) « Constitutional court of Bosnia and Herzegovina | Angelika Nussberger », sur Constitutional court of Bosnia and Herzegovina (consulté le 16 janvier 2024)
9. ↑  (en-US) Y.Z, « Angelika Nussberger named as new Judge of the Constitutional Court of Bosnia-Herzegovina. », sur Sarajevo Times, 15 février 2020 (consulté le 18 janvier 2024)
10. ↑  « L’Europe constitutionnelle : une ou divisée ? | Collège de France », sur www.college-de-france.fr, 26 avril 2023 (consulté le 16 janvier 2024)
11. ↑  Décret du 13 juillet 2019 portant nomination
12. ↑  https://www.ae-info.org/ae/Member/Nu%C3%9Fberger_Angelika